# Franciaország az 1994. évi téli olimpiai játékokon
Franciaország a norvégiai Lillehammerben megrendezett 1994. évi téli olimpiai játékok egyik részt vevő nemzete volt. Az országot az olimpián 10 sportágban 98 sportoló képviselte, akik összesen 5 érmet szereztek.

## Érmesek
| Érem  | Versenyző                                                           | Sportág      | Versenyszám                |
| ----- | ------------------------------------------------------------------- | ------------ | -------------------------- |
| Ezüst | Anne Briand                                                         | Biatlon      | Női 15 km egyéni indításos |
| Bronz | Thierry Dusserre Patrice Bailly-Salins Lionel Laurent Hervé Flandin | Biatlon      | Férfi 4 × 7,5 km váltó     |
| Bronz | Corinne Niogret Véronique Claudel Delphyne Burlet Anne Briand       | Biatlon      | Női 4 × 7,5 km váltó       |
| Bronz | Philippe Candeloro                                                  | Műkorcsolya  | Férfi egyéni               |
| Bronz | Edgar Grospiron                                                     | Síakrobatika | Férfi mogul                |

## Alpesisí
Férfi
| Versenyző        | Versenyszám            | 1. futam | 1. futam | 2. futam      | 2. futam      | Összesítés | Összesítés |
| Versenyző        | Versenyszám            | Idő      | Hely.    | Idő           | Hely.         | Idő        | Helyezés   |
| ---------------- | ---------------------- | -------- | -------- | ------------- | ------------- | ---------- | ---------- |
| Luc Alphand      | Lesiklás               |          |          |               |               | 1:46,25    | 8.         |
| Luc Alphand      | Szuperóriás-műlesiklás |          |          |               |               | 1:33,39    | 8.         |
| Sébastien Amiez  | Műlesiklás             | 1:03,66  | 19.      | nem ért célba | nem ért célba | kiesett    | kiesett    |
| Nicolas Burtin   | Lesiklás               |          |          |               |               | 1:46,22    | 6.*        |
| Nicolas Burtin   | Szuperóriás-műlesiklás |          |          |               |               | 1:35,28    | 31.        |
| Jean-Luc Crétier | Lesiklás               |          |          |               |               | 1:47,27    | 24.        |
| Yves Dimier      | Műlesiklás             | 1:03,72  | 20.      | 1:03,27       | 18.           | 2:06,99    | 16.        |
| Franck Piccard   | Óriás-műlesiklás       | 1:29,79  | 14.      | 1:24,18       | 8.            | 2:53,97    | 13.        |
| Franck Piccard   | Szuperóriás-műlesiklás |          |          |               |               | 1:34,75    | 23.        |
| Ian Piccard      | Óriás-műlesiklás       | 1:30,21  | 19.*     | 1:24,64       | 15.           | 2:54,85    | 17.        |
| Christophe Plé   | Lesiklás               |          |          |               |               | 1:47,11    | 22.        |
| Christophe Plé   | Szuperóriás-műlesiklás |          |          |               |               | 1:34,50    | 17.        |

| Versenyző        | Versenyszám | Lesiklás | Lesiklás | Műlesiklás | Műlesiklás | Műlesiklás | Műlesiklás | Műlesiklás | Műlesiklás | Összesítés | Összesítés |
| Versenyző        | Versenyszám | Lesiklás | Lesiklás | 1. futam   | 1. futam   | 2. futam   | 2. futam   | Össz.      | Össz.      | Összesítés | Összesítés |
| Versenyző        | Versenyszám | Idő      | Hely.    | Idő        | Hely.      | Idő        | Hely.      | Idő        | Hely.      | Idő        | Helyezés   |
| ---------------- | ----------- | -------- | -------- | ---------- | ---------- | ---------- | ---------- | ---------- | ---------- | ---------- | ---------- |
| Jean-Luc Crétier | Összetett   | 1:38,92  | 18.*     | kizárták   | kizárták   | kiesett    | kiesett    | kiesett    | kiesett    | kiesett    | kiesett    |

Női
| Versenyző              | Versenyszám            | 1. futam      | 1. futam      | 2. futam      | 2. futam      | Összesítés | Összesítés |
| Versenyző              | Versenyszám            | Idő           | Hely.         | Idő           | Hely.         | Idő        | Helyezés   |
| ---------------------- | ---------------------- | ------------- | ------------- | ------------- | ------------- | ---------- | ---------- |
| Nathalie Bouvier       | Lesiklás               |               |               |               |               | 1:38,85    | 29.        |
| Régine Cavagnoud       | Lesiklás               |               |               |               |               | 1:38,69    | 26.        |
| Régine Cavagnoud       | Óriás-műlesiklás       | 1:23,45       | 23.           | 1:13,33       | 14.*          | 2:36,78    | 18.        |
| Régine Cavagnoud       | Szuperóriás-műlesiklás |               |               |               |               | 1:23,13    | 11.        |
| Patricia Chauvet-Blanc | Műlesiklás             | nem ért célba | nem ért célba | kiesett       | kiesett       | kiesett    | kiesett    |
| Béatrice Filliol       | Műlesiklás             | nem ért célba | nem ért célba | kiesett       | kiesett       | kiesett    | kiesett    |
| Sophie Lefranc         | Óriás-műlesiklás       | nem ért célba | nem ért célba | kiesett       | kiesett       | kiesett    | kiesett    |
| Florence Masnada       | Lesiklás               |               |               |               |               | 1:37,92    | 13.        |
| Florence Masnada       | Műlesiklás             | nem ért célba | nem ért célba | kiesett       | kiesett       | kiesett    | kiesett    |
| Florence Masnada       | Szuperóriás-műlesiklás |               |               |               |               | 1:23,43    | 14.        |
| Carole Merle           | Óriás-műlesiklás       | 1:21,56       | 6.            | 1:11,88       | 4.*           | 2:33,44    | 5.         |
| Carole Merle           | Szuperóriás-műlesiklás |               |               |               |               | 1:23,72    | 19.        |
| Leila Piccard          | Műlesiklás             | 1:01,33       | 17.           | nem ért célba | nem ért célba | kiesett    | kiesett    |
| Leila Piccard          | Óriás-műlesiklás       | 1:24,58       | 28.           | nem ért célba | nem ért célba | kiesett    | kiesett    |
| Mélanie Suchet         | Lesiklás               |               |               |               |               | 1:37,34    | 6.         |
| Mélanie Suchet         | Szuperóriás-műlesiklás |               |               |               |               | 1:23,74    | 20.        |

| Versenyző        | Versenyszám | Lesiklás | Lesiklás | Műlesiklás | Műlesiklás | Műlesiklás | Műlesiklás | Műlesiklás | Műlesiklás | Összesítés | Összesítés |
| Versenyző        | Versenyszám | Lesiklás | Lesiklás | 1. futam   | 1. futam   | 2. futam   | 2. futam   | Össz.      | Össz.      | Összesítés | Összesítés |
| Versenyző        | Versenyszám | Idő      | Hely.    | Idő        | Hely.      | Idő        | Hely.      | Idő        | Hely.      | Idő        | Helyezés   |
| ---------------- | ----------- | -------- | -------- | ---------- | ---------- | ---------- | ---------- | ---------- | ---------- | ---------- | ---------- |
| Florence Masnada | Összetett   | 1:29,11  | 10.      | 51,86      | 10.        | 49,05      | 11.        | 1:40,91    | 10.        | 3:10,02    | 7.         |

* - egy másik versenyzővel azonos eredményt ért el

## Biatlon
Férfi
| Versenyző                                                           | Versenyszám      | Lövőhiba    | Időeredmény | Helyezés |
| ------------------------------------------------------------------- | ---------------- | ----------- | ----------- | -------- |
| Patrice Bailly-Salins                                               | 10 km sprint     | 2 (1+1)     | 29:43,1     | 11.      |
| Patrice Bailly-Salins                                               | 20 km egyéni     | 4 (1+2+0+1) | 59:53,5     | 13.      |
| Stéphane Bouthiaux                                                  | 10 km sprint     | 3 (1+2)     | 31:07,3     | 35.      |
| Thierry Dusserre                                                    | 10 km sprint     | 2 (1+1)     | 30:22,6     | 19.      |
| Hervé Flandin                                                       | 10 km sprint     | 1 (1+0)     | 29:33,8     | 8.       |
| Hervé Flandin                                                       | 20 km egyéni     | 4 (2+1+1+0) | 1:02:25,9   | 44.      |
| Lionel Laurent                                                      | 20 km egyéni     | 3 (0+1+2+0) | 1:01:42,6   | 32.      |
| Franck Perrot                                                       | 20 km egyéni     | 3 (0+1+0+2) | 1:02:57,0   | 47.      |
| Thierry Dusserre Patrice Bailly-Salins Lionel Laurent Hervé Flandin | 4 × 7,5 km váltó | 1+1         | 1:32:31,3   |          |

Női
| Versenyző                                                     | Versenyszám      | Lövőhiba    | Időeredmény | Helyezés |
| ------------------------------------------------------------- | ---------------- | ----------- | ----------- | -------- |
| Anne Briand                                                   | 7,5 km sprint    | 4 (4+0)     | 28:00,8     | 30.      |
| Anne Briand                                                   | 15 km egyéni     | 3 (1+1+0+1) | 52:53,3     |          |
| Emmanuelle Claret                                             | 7,5 km sprint    | 5 (1+4)     | 28:19,7     | 35.      |
| Véronique Claudel                                             | 7,5 km sprint    | 1 (1+0)     | 27:28,2     | 20.      |
| Véronique Claudel                                             | 15 km egyéni     | 2 (0+0+2+0) | 55:40,6     | 20.      |
| Delphine Burlet                                               | 15 km egyéni     | 1 (0+0+1+0) | 54:21,8     | 11.      |
| Corinne Niogret                                               | 7,5 km sprint    | 3 (2+1)     | 27:48,1     | 27.      |
| Corinne Niogret                                               | 15 km egyéni     | 2 (1+0+1+0) | 53:38,1     | 5.       |
| Corinne Niogret Véronique Claudel Delphyne Burlet Anne Briand | 4 × 7,5 km váltó | 1           | 1:52:28,3   |          |

## Bob
| Versenyző                                                        | Versenyszám | 1. futam | 1. futam | 2. futam | 2. futam | 3. futam | 3. futam | 4. futam | 4. futam | Összesítés | Összesítés |
| Versenyző                                                        | Versenyszám | Idő      | Hely.    | Idő      | Hely.    | Idő      | Hely.    | Idő      | Hely.    | Idő        | Helyezés   |
| ---------------------------------------------------------------- | ----------- | -------- | -------- | -------- | -------- | -------- | -------- | -------- | -------- | ---------- | ---------- |
| Christophe Flacher Max Robert                                    | Kettes      | 53,44    | 21.*     | 53,60    | 18.      | 53,47    | 18.**    | 53,79    | 20.      | 3:34,30    | 21.        |
| Gabriel Fourmigue Philippe Tanchon                               | Kettes      | 53,54    | 24.      | 53,70    | 21.      | 53,58    | 22.      | 53,98    | 25.      | 3:34,80    | 23.        |
| Christophe Flacher Thierry Tribondeau Claude Dasse Max Robert    | Négyes      | 52,54    | 20.      | 52,61    | 19.      | 52,89    | 21.      | 53,14    | 22.      | 3:31,18    | 21.        |
| Bruno Mingeon Philippe Tanchon Gabriel Fourmigue Éric Le Chanony | Négyes      | 52,43    | 15.      | 52,49    | 15.*     | 52,54    | 11.      | 52,58    | 13.      | 3:30,04    | 16.        |

* - egy másik csapattal azonos eredményt ért el

** - két másik csapattal azonos eredményt ért el

## Északi összetett
| Versenyző                                     | Versenyszám | Síugrás | Síugrás | Síugrás    | Sífutás   | Sífutás | Összesítés | Összesítés |
| Versenyző                                     | Versenyszám | Pont    | Hely.   | Időhátrány | Idő       | Hely.   | Idő        | Helyezés   |
| --------------------------------------------- | ----------- | ------- | ------- | ---------- | --------- | ------- | ---------- | ---------- |
| Étienne Gouy                                  | Egyéni      | 192,0   | 28.*    | +6:06      | 41:08,5   | 30.     | 47:14,5    | 28.        |
| Sylvain Guillaume                             | Egyéni      | 202,0   | 16.     | +5:00      | 38:18,4   | 2.      | 43:18,4    | 9.         |
| Fabrice Guy                                   | Egyéni      | 191,0   | 31.     | +6:13      | 39:07,2   | 7.      | 45:20,2    | 17.        |
| Stéphane Michon                               | Egyéni      | 171,0   | 41.*    | +8:26      | 39:00,1   | 6.      | 47:26,1    | 34.        |
| Stéphane Michon Fabrice Guy Sylvain Guillaume | Csapat      | 557,5   | 10.     | +14:40     | 1:20:53,0 | 1.      | 1:35:33,0  | 6.         |

* - egy másik versenyzővel azonos eredményt ért el

## Jégkorong
| Francia nemzeti férfi jégkorongcsapat-játékoskeret                                                                                               | Francia nemzeti férfi jégkorongcsapat-játékoskeret                                                                                      | Francia nemzeti férfi jégkorongcsapat-játékoskeret                                                     |
| --- | --- | --- |
| - Benjamin Agnel - Stéphane Arcangeloni - Stéphane Barin - Stéphane Botteri - Arnaud Briand - Sylvain Girard - Gérald Guennelon - Benoit Laporte | - Eric LeMarque - Pierrick Maia - Christophe Moyon - Franck Pajonkowski - Denis Perez - Serge Poudrier - Pierre Pousse - Antoine Richer | - Bruno Saunier - Franck Saunier - Michel Valliere - Christophe Ville - Steven Woodburn - Petri Ylonen |

B csoport
| Hely. | Csapat           | M | Gy | D | V | G+ | G– | Gk  | P | Továbbjutás     |
| ----- | ---------------- | - | -- | - | - | -- | -- | --- | - | --------------- |
| 1.    | Szlovákia        | 5 | 3  | 2 | 0 | 26 | 14 | +12 | 8 | Negyeddöntő     |
| 2.    | Kanada           | 5 | 3  | 1 | 1 | 17 | 11 | +6  | 7 | Negyeddöntő     |
| 3.    | Svédország       | 5 | 3  | 1 | 1 | 23 | 13 | +10 | 7 | Negyeddöntő     |
| 4.    | Egyesült Államok | 5 | 1  | 3 | 1 | 21 | 17 | +4  | 5 | Negyeddöntő     |
| 5.    | Olaszország      | 5 | 1  | 0 | 4 | 15 | 31 | −16 | 2 | A 9–12. helyért |
| 6.    | Franciaország    | 5 | 0  | 1 | 4 | 11 | 27 | −16 | 1 | A 9–12. helyért |

1. 1 2  Svédország 2–3 Kanada

| 1994. február 13. 20:00 | Franciaország (FRA) | 4–4 (1–2, 1–0, 2–2) | Egyesült Államok (USA) | Håkons Hall, Lillehammer Nézőszám: 8145 |

| | Petri Ylönen | Kapusok                     | Mike Dunham | Játékvezető: Mika Lepaus Vonalbírók: Lonnie Cameron Pierre Tremblay |
| \| \| 0–1 \| 05:04 − Lilley (Beaufait) \| \| Saunier − 15:16 \| 1–1 \| \| \| \| 1–2 \| 17:43 − Ferraro (Johnson) \| \| Pajonkowski − 38:10 \| 2–2 \| \| \| Agnel − 42:36 \| 3–2 \| \| \| Maia (Poudrier, Laporte) (SH) − 47:48 \| 4–2 \| \| \| \| 4–3 \| 51:23 − Laviolette \| \| \| 4–4 \| 53:58 − Rolston (Ciavaglia) \| |              |                             |             | Játékvezető: Mika Lepaus Vonalbírók: Lonnie Cameron Pierre Tremblay |
| 16 perc | Büntetések   | 6 perc                      |             | Játékvezető: Mika Lepaus Vonalbírók: Lonnie Cameron Pierre Tremblay |
| 14 | Lövések      | 32                          |             | Játékvezető: Mika Lepaus Vonalbírók: Lonnie Cameron Pierre Tremblay |
| | 0–1          | 05:04 − Lilley (Beaufait)   |             | Játékvezető: Mika Lepaus Vonalbírók: Lonnie Cameron Pierre Tremblay |
| Saunier − 15:16 | 1–1          |                             |             | Játékvezető: Mika Lepaus Vonalbírók: Lonnie Cameron Pierre Tremblay |
| | 1–2          | 17:43 − Ferraro (Johnson)   |             | Játékvezető: Mika Lepaus Vonalbírók: Lonnie Cameron Pierre Tremblay |
| Pajonkowski − 38:10 | 2–2          |                             |             |                                                                     |
| Agnel − 42:36 | 3–2          |                             |             |                                                                     |
| Maia (Poudrier, Laporte) (SH) − 47:48 | 4–2          |                             |             |                                                                     |
| | 4–3          | 51:23 − Laviolette          |             |                                                                     |
| | 4–4          | 53:58 − Rolston (Ciavaglia) |             |                                                                     |

| 1994. február 15. 20:00 | Kanada (CAN) | 3–1 (1–0, 2–0, 0–1) | Franciaország (FRA) | Håkons Hall, Lillehammer Nézőszám: 6445 |

| | Corey Hirsch | Kapusok         | Petri Ylönen | Játékvezető: Rob Hearn Vonalbírók: Jouni Lojander Helmuth Mair |
| \| Hlushko (Parks) − 02:26 \| 1–0 \| \| \| Hlushko (Parks) − 35.13 \| 2–0 \| \| \| Warriner (Norris) − 39:43 \| 3–0 \| \| \| \| 3–1 \| 42:29 − Laporte \| |              |                 |              | Játékvezető: Rob Hearn Vonalbírók: Jouni Lojander Helmuth Mair |
| 10 perc | Büntetések   | 10 perc         |              | Játékvezető: Rob Hearn Vonalbírók: Jouni Lojander Helmuth Mair |
| 35 | Lövések      | 10              |              | Játékvezető: Rob Hearn Vonalbírók: Jouni Lojander Helmuth Mair |
| Hlushko (Parks) − 02:26 | 1–0          |                 |              | Játékvezető: Rob Hearn Vonalbírók: Jouni Lojander Helmuth Mair |
| Hlushko (Parks) − 35.13 | 2–0          |                 |              | Játékvezető: Rob Hearn Vonalbírók: Jouni Lojander Helmuth Mair |
| Warriner (Norris) − 39:43 | 3–0          |                 |              | Játékvezető: Rob Hearn Vonalbírók: Jouni Lojander Helmuth Mair |
| | 3–1          | 42:29 − Laporte |              |                                                                |

| 1994. február 17. 17:30 | Franciaország (FRA) | 1–7 (0–3, 1–2, 0–2) | Svédország (SWE) | Gjøvik Olympic Cavern Hall, Gjøvik Nézőszám: 5150 |

| | Michel Vallière | Kapusok                                | Tommy Salo | Játékvezető: Valerij Bokarev Vonalbírók: Lonnie Cameron Pierre Tremblay |
| \| \| 0–1 \| 00:35 − Hansson \| \| \| 0–2 \| 08:23 − Loob (Stillman) \| \| \| 0–3 \| 16.36 − Forsberg (Hansson) \| \| \| 0–4 \| 20:35 − Hansson \| \| \| 0–5 \| 30:47 − Örnskog (PP) \| \| LeMarque (PP) − 31:57 \| 1–5 \| \| \| \| 1–6 \| 47:33 − Johansson (Eriksson) (PP) \| \| \| 1–7 \| 51:42 − Stillman (Bergqvist, Forsberg) \| |                 |                                        |            | Játékvezető: Valerij Bokarev Vonalbírók: Lonnie Cameron Pierre Tremblay |
| 16 perc | Büntetések      | 20 perc                                |            | Játékvezető: Valerij Bokarev Vonalbírók: Lonnie Cameron Pierre Tremblay |
| 10 | Lövések         | 47                                     |            | Játékvezető: Valerij Bokarev Vonalbírók: Lonnie Cameron Pierre Tremblay |
| | 0–1             | 00:35 − Hansson                        |            | Játékvezető: Valerij Bokarev Vonalbírók: Lonnie Cameron Pierre Tremblay |
| | 0–2             | 08:23 − Loob (Stillman)                |            | Játékvezető: Valerij Bokarev Vonalbírók: Lonnie Cameron Pierre Tremblay |
| | 0–3             | 16.36 − Forsberg (Hansson)             |            | Játékvezető: Valerij Bokarev Vonalbírók: Lonnie Cameron Pierre Tremblay |
| | 0–4             | 20:35 − Hansson                        |            |                                                                         |
| | 0–5             | 30:47 − Örnskog (PP)                   |            |                                                                         |
| LeMarque (PP) − 31:57 | 1–5             |                                        |            |                                                                         |
| | 1–6             | 47:33 − Johansson (Eriksson) (PP)      |            |                                                                         |
| | 1–7             | 51:42 − Stillman (Bergqvist, Forsberg) |            |                                                                         |

| 1994. február 19. 17:30 | Olaszország (ITA) | 7–3 (2–1, 3–2, 2–0) | Franciaország (FRA) | Gjøvik Olympic Cavern Hall, Gjøvik Nézőszám: 5050 |

| | David Delfino | Kapusok                | Petri Ylönen | Játékvezető: Karl Korentschnig Vonalbírók: Wilhelm Schimm Jouni Lojander |
| \| Figliuzzi (Mansi) (PP) − 12:16 \| 1–0 \| \| \| \| 1–1 \| 13:58 − Laporte (PP) \| \| DeGaetano − 15:31 \| 2–1 \| \| \| Figliuzzi − 24:53 \| 3–1 \| \| \| Brugnoli (Ramoser) − 25:36 \| 4–1 \| \| \| \| 4–2 \| 32:22 − Ville (PP) \| \| \| 4–3 \| 34:35 − Maia (Laporte) \| \| Topatigh (Orlando, Zarrillo) − 37:50 \| 5–3 \| \| \| Mansi (PP) − 44:26 \| 6–3 \| \| \| Zarrillo (Orlando) (ENG) − 58:27 \| 7–3 \| \| |               |                        |              | Játékvezető: Karl Korentschnig Vonalbírók: Wilhelm Schimm Jouni Lojander |
| 18 perc | Büntetések    | 16 perc                |              | Játékvezető: Karl Korentschnig Vonalbírók: Wilhelm Schimm Jouni Lojander |
| 21 | Lövések       | 35                     |              | Játékvezető: Karl Korentschnig Vonalbírók: Wilhelm Schimm Jouni Lojander |
| Figliuzzi (Mansi) (PP) − 12:16 | 1–0           |                        |              | Játékvezető: Karl Korentschnig Vonalbírók: Wilhelm Schimm Jouni Lojander |
| | 1–1           | 13:58 − Laporte (PP)   |              | Játékvezető: Karl Korentschnig Vonalbírók: Wilhelm Schimm Jouni Lojander |
| DeGaetano − 15:31 | 2–1           |                        |              | Játékvezető: Karl Korentschnig Vonalbírók: Wilhelm Schimm Jouni Lojander |
| Figliuzzi − 24:53 | 3–1           |                        |              |                                                                          |
| Brugnoli (Ramoser) − 25:36 | 4–1           |                        |              |                                                                          |
| | 4–2           | 32:22 − Ville (PP)     |              |                                                                          |
| | 4–3           | 34:35 − Maia (Laporte) |              |                                                                          |
| Topatigh (Orlando, Zarrillo) − 37:50 | 5–3           |                        |              |                                                                          |
| Mansi (PP) − 44:26 | 6–3           |                        |              |                                                                          |
| Zarrillo (Orlando) (ENG) − 58:27 | 7–3           |                        |              |                                                                          |

| 1994. február 21. 17:30 | Szlovákia (SVK) | 6–2 (4–1, 2–0, 0–1) | Franciaország (FRA) | Gjøvik Olympic Cavern Hall, Gjøvik Nézőszám: 4698 |

| | Miroslav Michalek | Kapusok                            | Michel Vallière | Játékvezető: Rob Hearn Vonalbírók: Jay Borman Helmuth Mair |
| \| Šatan (Petrovický) (SH) − 05:25 \| 1–0 \| \| \| Petrovický (Švehla, Jánoš) − 08:40 \| 2–0 \| \| \| Šatan − 15:33 \| 3–0 \| \| \| \| 3–1 \| 17:29 − Pousse (Girard, Guennelon) \| \| Šatan (Petrovický, Smerčiak) (PP) − 18:09 \| 4–1 \| \| \| Bača (Šťastný, Pálffy) (SH) − 34:34 \| 5–1 \| \| \| Pucher (Šťastný, Pálffy) − 39:52 \| 6–1 \| \| \| \| 6–2 \| 46:46 − Barin \| |                   |                                    |                 | Játékvezető: Rob Hearn Vonalbírók: Jay Borman Helmuth Mair |
| 8 perc | Büntetések        | 10 perc                            |                 | Játékvezető: Rob Hearn Vonalbírók: Jay Borman Helmuth Mair |
| 29 | Lövések           | 25                                 |                 | Játékvezető: Rob Hearn Vonalbírók: Jay Borman Helmuth Mair |
| Šatan (Petrovický) (SH) − 05:25 | 1–0               |                                    |                 | Játékvezető: Rob Hearn Vonalbírók: Jay Borman Helmuth Mair |
| Petrovický (Švehla, Jánoš) − 08:40 | 2–0               |                                    |                 | Játékvezető: Rob Hearn Vonalbírók: Jay Borman Helmuth Mair |
| Šatan − 15:33 | 3–0               |                                    |                 | Játékvezető: Rob Hearn Vonalbírók: Jay Borman Helmuth Mair |
| | 3–1               | 17:29 − Pousse (Girard, Guennelon) |                 |                                                            |
| Šatan (Petrovický, Smerčiak) (PP) − 18:09 | 4–1               |                                    |                 |                                                            |
| Bača (Šťastný, Pálffy) (SH) − 34:34 | 5–1               |                                    |                 |                                                            |
| Pucher (Šťastný, Pálffy) − 39:52 | 6–1               |                                    |                 |                                                            |
| | 6–2               | 46:46 − Barin                      |                 |                                                            |

A 9–12. helyért
| 1994. február 22. 16:30 | Ausztria (AUT) | 4–5 (sz.) (2–2, 0–1, 2–1) (h.u.: 0–0) (sz.: 0–1) | Franciaország (FRA) | Håkons Hall, Lillehammer Nézőszám: 9136 |

| | Brian Stankiewicz | Kapusok                             | Petri Ylönen | Játékvezető: Ruggero Savaris Vonalbírók: John Svarstad Erik Larssen |
| \| Dallman (Doyle) (PP) – 01:43 \| 1–0 \| \| \| \| 1–1 \| 15:01 – Maïa \| \| \| 1–2 \| 15:26 – Poudrier (Perez) \| \| Dallman (G. Pusnik) – 19:00 \| 2–2 \| \| \| \| 2–3 \| 24:56 – Briand \| \| Kerth (Burton) – 49:36 \| 3–3 \| \| \| \| 3–4 \| 51:23 – Pajonkowski (Pousse) \| \| Nasheim (Strong) – 53:49 \| 4–4 \| \| |                   |                                     |              | Játékvezető: Ruggero Savaris Vonalbírók: John Svarstad Erik Larssen |
| Dallman Strong Nasheim | Szétlövés         | Pajonkowski Poudrier Pousse Laporte |              | Játékvezető: Ruggero Savaris Vonalbírók: John Svarstad Erik Larssen |
| 4 perc | Büntetések        | 10 perc                             |              | Játékvezető: Ruggero Savaris Vonalbírók: John Svarstad Erik Larssen |
| 37 | Lövések           | 33                                  |              | Játékvezető: Ruggero Savaris Vonalbírók: John Svarstad Erik Larssen |
| Dallman (Doyle) (PP) – 01:43 | 1–0               |                                     |              | Játékvezető: Ruggero Savaris Vonalbírók: John Svarstad Erik Larssen |
| | 1–1               | 15:01 – Maïa                        |              | Játékvezető: Ruggero Savaris Vonalbírók: John Svarstad Erik Larssen |
| | 1–2               | 15:26 – Poudrier (Perez)            |              |                                                                     |
| Dallman (G. Pusnik) – 19:00 | 2–2               |                                     |              |                                                                     |
| | 2–3               | 24:56 – Briand                      |              |                                                                     |
| Kerth (Burton) – 49:36 | 3–3               |                                     |              |                                                                     |
| | 3–4               | 51:23 – Pajonkowski (Pousse)        |              |                                                                     |
| Nasheim (Strong) – 53:49 | 4–4               |                                     |              |                                                                     |

A 9. helyért
| 1994. február 24. 15:00 | Franciaország (FRA) | 2–3 (1–1, 1–0, 0–2) | Olaszország (ITA) | Gjøvik, Fjellhallen Nézőszám: 3770 |

| | Petri Ylönen | Kapusok                              | Bruno Campese | Játékvezető: Peter Slapke Vonalbírók: Erik Larssen John Svarstad |
| \| \| 0–1 \| 11:06 – Pavlu (Figliuzzi, Camazzola) \| \| Saunier (Pajonkowski, Briand) – 00:33 \| 1–1 \| \| \| Arcangeloni (Ville) (PP) – 38:25 \| 2–1 \| \| \| \| 2–2 \| 54:34 – Figliuzzi (PP) \| \| \| 2–3 \| 55:10 – Zarrillo (Orlando) \| |              |                                      |               | Játékvezető: Peter Slapke Vonalbírók: Erik Larssen John Svarstad |
| 10 perc | Büntetések   | 8 perc                               |               | Játékvezető: Peter Slapke Vonalbírók: Erik Larssen John Svarstad |
| 30 | Lövések      | 31                                   |               | Játékvezető: Peter Slapke Vonalbírók: Erik Larssen John Svarstad |
| | 0–1          | 11:06 – Pavlu (Figliuzzi, Camazzola) |               | Játékvezető: Peter Slapke Vonalbírók: Erik Larssen John Svarstad |
| Saunier (Pajonkowski, Briand) – 00:33 | 1–1          |                                      |               | Játékvezető: Peter Slapke Vonalbírók: Erik Larssen John Svarstad |
| Arcangeloni (Ville) (PP) – 38:25 | 2–1          |                                      |               | Játékvezető: Peter Slapke Vonalbírók: Erik Larssen John Svarstad |
| | 2–2          | 54:34 – Figliuzzi (PP)               |               |                                                                  |
| | 2–3          | 55:10 – Zarrillo (Orlando)           |               |                                                                  |

| Csapat              | Helyezés |
| ------------------- | -------- |
| Franciaország (FRA) | 10.      |

## Műkorcsolya
| Versenyző          | Versenyszám  | Rövid program     | Rövid program | Rövid program | Kűr               | Kűr   | Kűr         | Összesítés         | Összesítés |
| Versenyző          | Versenyszám  | Több. hely. száma | Hely.         | Hely. pont.   | Több. hely. száma | Hely. | Hely. pont. | Helyezési pontszám | Helyezés   |
| ------------------ | ------------ | ----------------- | ------------- | ------------- | ----------------- | ----- | ----------- | ------------------ | ---------- |
| Philippe Candeloro | Férfi egyéni | 8×3+              | 3.            | 1,5           | 6×4+              | 5.    | 5,0         | 6,5                |            |
| Éric Millot        | Férfi egyéni | 5×5+              | 6.            | 3,0           | 5×7+              | 7.    | 7,0         | 10,0               | 7.         |
| Surya Bonaly       | Női egyéni   | 9×3+              | 3.            | 1,5           | 5×4+              | 4.    | 4,0         | 5,5                | 4.         |
| Marie-Pierre Leray | Női egyéni   | 5×13+             | 14.           | 7,0           | 5×12+             | 13.   | 13,0        | 20,0               | 14.        |
| Laetitia Hubert    | Női egyéni   | 7×19+             | 20.           | 10,0          | 6×16+             | 15.   | 15,0        | 25,0               | 17.        |

| Versenyző                       | Versenyszám | Kötelező tánc 1   | Kötelező tánc 1 | Kötelező tánc 1 | Kötelező tánc 2   | Kötelező tánc 2 | Kötelező tánc 2 | Eredeti (original) tánc | Eredeti (original) tánc | Eredeti (original) tánc | Kűr               | Kűr   | Kűr         | Összesítés         | Összesítés |
| Versenyző                       | Versenyszám | Több. hely. száma | Hely.           | Hely. pont.     | Több. hely. száma | Hely.           | Hely. pont.     | Több. hely. száma       | Hely.                   | Hely. pont.             | Több. hely. száma | Hely. | Hely. pont. | Helyezési pontszám | Helyezés   |
| ------------------------------- | ----------- | ----------------- | --------------- | --------------- | ----------------- | --------------- | --------------- | ----------------------- | ----------------------- | ----------------------- | ----------------- | ----- | ----------- | ------------------ | ---------- |
| Sophie Moniotte Pascal Lavanchy | Jégtánc     | 9×5+              | 5.              | 1,0             | 7×5+              | 5.              | 1,0             | 8×5+                    | 5.                      | 3,0                     | 9×5+              | 5.    | 5,0         | 10,0               | 5.         |
| Bérangère Nau Luc Moneger       | Jégtánc     | 5×15+             | 15.             | 3,0             | 6×15+             | 15.             | 3,0             | 9×16+                   | 15.                     | 9,0                     | 5×14+             | 14.   | 14,0        | 29,0               | 14.        |

## Rövidpályás gyorskorcsolya
Férfi
| Versenyző    | Versenyszám | Előfutam | Előfutam | Negyeddöntő | Negyeddöntő | Elődöntő | Elődöntő | B döntő | B döntő | Döntő   | Döntő   | Helyezés |
| Versenyző    | Versenyszám | Idő      | Hely.    | Idő         | Hely.       | Idő      | Hely.    | Idő     | Hely.   | Idő     | Hely.   | Helyezés |
| ------------ | ----------- | -------- | -------- | ----------- | ----------- | -------- | -------- | ------- | ------- | ------- | ------- | -------- |
| Bruno Loscos | 500 m       | 45,54    | 3.       | kiesett     | kiesett     | kiesett  | kiesett  | kiesett | kiesett | kiesett | kiesett | 21.      |
| Bruno Loscos | 1000 m      | 1:33,93  | 4.       | kiesett     | kiesett     | kiesett  | kiesett  | kiesett | kiesett | kiesett | kiesett | 26.      |

Női
| Versenyző                                                     | Versenyszám  | Előfutam | Előfutam | Negyeddöntő | Negyeddöntő | Elődöntő | Elődöntő | B döntő | B döntő | Döntő   | Döntő   | Helyezés |
| Versenyző                                                     | Versenyszám  | Idő      | Hely.    | Idő         | Hely.       | Idő      | Hely.    | Idő     | Hely.   | Idő     | Hely.   | Helyezés |
| ------------------------------------------------------------- | ------------ | -------- | -------- | ----------- | ----------- | -------- | -------- | ------- | ------- | ------- | ------- | -------- |
| Valérie Barizza                                               | 500 m        | 50,30    | 4.       | kiesett     | kiesett     | kiesett  | kiesett  | kiesett | kiesett | kiesett | kiesett | 28.      |
| Valérie Barizza                                               | 1000 m       | 1:52,30  | 4.       | kiesett     | kiesett     | kiesett  | kiesett  | kiesett | kiesett | kiesett | kiesett | 27.      |
| Sandrine Daudet                                               | 500 m        | 49,06    | 2.       | 47,97       | 3.          | kiesett  | kiesett  | kiesett | kiesett | kiesett | kiesett | 13.      |
| Sandrine Daudet                                               | 1000 m       | 1:41,91  | 2.       | 1:40,83     | 4.          | kiesett  | kiesett  | kiesett | kiesett | kiesett | kiesett | 16.      |
| Laure Drouet                                                  | 500 m        | 50,47    | 3.       | kiesett     | kiesett     | kiesett  | kiesett  | kiesett | kiesett | kiesett | kiesett | 22.      |
| Laure Drouet                                                  | 1000 m       | 1:41,21  | 4.       | kiesett     | kiesett     | kiesett  | kiesett  | kiesett | kiesett | kiesett | kiesett | 25.      |
| Valérie Barizza Sandrine Daudet Sandra Deleglise Laure Drouet | 3000 m váltó |          |          |             |             | 4:55,24  | 4.       | 4:59,94 | 4.      |         |         | 7.       |

## Síakrobatika
Ugrás
| Versenyző         | Versenyszám | Selejtező | Selejtező | Döntő   | Döntő    |
| Versenyző         | Versenyszám | Pont      | Helyezés  | Pont    | Helyezés |
| ----------------- | ----------- | --------- | --------- | ------- | -------- |
| Jean-Marc Bacquin | Férfi       | 203,58    | 8.        | 196,88  | 9.       |
| Alexis Blanc      | Férfi       | 162,22    | 18.       | kiesett | kiesett  |
| Sébastien Foucras | Férfi       | 55,68     | 24.       | kiesett | kiesett  |

Mogul
| Versenyző        | Versenyszám | Selejtező | Selejtező | Döntő | Döntő    |
| Versenyző        | Versenyszám | Pont      | Helyezés  | Pont  | Helyezés |
| ---------------- | ----------- | --------- | --------- | ----- | -------- |
| Olivier Allamand | Férfi       | 25,89     | 5.        | 25,28 | 6.       |
| Olivier Cotte    | Férfi       | 26,36     | 4.        | 25,79 | 4.       |
| Edgar Grospiron  | Férfi       | 26,65     | 2.        | 26,64 |          |
| Candice Gilg     | Női         | 24,12     | 5.        | 24,82 | 5.       |
| Raphaëlle Monod  | Női         | 24,16     | 4.        | 25,17 | 4.       |

## Sífutás
Férfi
| Versenyző                                                    | Versenyszám         | Eredmény      | Helyezés      |
| ------------------------------------------------------------ | ------------------- | ------------- | ------------- |
| Stéphane Azambre                                             | 10 km               | 27:14,6       | 54.           |
| Hervé Balland                                                | 30 km               | nem ért célba | nem ért célba |
| Patrick Remy                                                 | 10 km               | 25:57,6       | 22.           |
| Patrick Remy                                                 | 15 km üldözőverseny | 40:00,5       | 20.           |
| Patrick Remy                                                 | 50 km               | 2:16:21,4     | 23.           |
| Philippe Sanchez                                             | 10 km               | 26:47,8       | 39.           |
| Philippe Sanchez                                             | 15 km üldözőverseny | 41:11,8       | 29.           |
| Philippe Sanchez                                             | 50 km               | 2:22:01,0     | 46.           |
| Cédric Vallet                                                | 10 km               | 27:30,0       | 63.           |
| Cédric Vallet                                                | 15 km üldözőverseny | 43:24,5       | 53.           |
| Cédric Vallet                                                | 30 km               | 1:19:49,7     | 32.           |
| Cédric Vallet                                                | 50 km               | 2:19:06,7     | 33.           |
| Philippe Sanchez Patrick Remy Hervé Balland Stéphane Azambre | 4 × 10 km váltó     | 1:48:25,1     | 10.           |

Női
| Versenyző                                                               | Versenyszám         | Eredmény      | Helyezés      |
| ----------------------------------------------------------------------- | ------------------- | ------------- | ------------- |
| Sylvie Giry-Rousset                                                     | 15 km               | nem ért célba | nem ért célba |
| Sylvie Giry-Rousset                                                     | 30 km               | 1:39:26,3     | 50.           |
| Isabelle Mancini                                                        | 5 km                | 16:31,4       | 51.           |
| Isabelle Mancini                                                        | 10 km üldözőverseny | 32:12,8       | 30.           |
| Isabelle Mancini                                                        | 15 km               | 46:16,2       | 39.           |
| Carole Stanisière                                                       | 5 km                | 16:08,7       | 41.           |
| Carole Stanisière                                                       | 10 km üldözőverseny | 34:02,4       | 47.           |
| Carole Stanisière                                                       | 30 km               | 1:32:17,6     | 24.           |
| Élisabeth Tardy                                                         | 5 km                | 16:39,3       | 54.           |
| Élisabeth Tardy                                                         | 10 km üldözőverseny | 33:29,9       | 41.           |
| Sophie Villeneuve                                                       | 5 km                | 15:31,9       | 23.           |
| Sophie Villeneuve                                                       | 10 km üldözőverseny | 29:28,8       | 10.           |
| Sophie Villeneuve                                                       | 15 km               | 42:41,3       | 9.            |
| Carole Stanisière Sylvie Giry-Rousset Sophie Villeneuve Élisabeth Tardy | 4 × 5 km váltó      | 1:02:28,6     | 11.           |

## Síugrás
| Versenyző                                                     | Versenyszám | 1. ugrás | 1. ugrás | 2. ugrás | 2. ugrás | Összesítés | Összesítés |
| Versenyző                                                     | Versenyszám | Pont     | Hely.    | Pont     | Hely.    | Pont       | Helyezés   |
| ------------------------------------------------------------- | ----------- | -------- | -------- | -------- | -------- | ---------- | ---------- |
| Steve Delaup                                                  | Normálsánc  | 73,0     | 56.      | 89,5     | 36.      | 162,5      | 47.        |
| Steve Delaup                                                  | Nagysánc    | 85,3     | 27.      | 84,9     | 18.      | 170,2      | 23.        |
| Nicolas Dessum                                                | Normálsánc  | 123,5    | 11.*     | 109,5    | 23.      | 233,0      | 14.*       |
| Nicolas Dessum                                                | Nagysánc    | 92,8     | 20.      | 78,2     | 24.      | 171,0      | 21.        |
| Nicolas Jean-Prost                                            | Normálsánc  | 111,0    | 28.      | 113,5    | 20.      | 224,5      | 22.        |
| Nicolas Jean-Prost                                            | Nagysánc    | 26,4     | 54.      | 70,7     | 32.      | 97,1       | 47.        |
| Didier Mollard                                                | Normálsánc  | 115,5    | 20.      | 114,5    | 18.      | 230,0      | 17.        |
| Didier Mollard                                                | Nagysánc    | 117,7    | 7.       | 95,6     | 13.      | 213,3      | 10.        |
| Nicolas Jean-Prost Steve Delaup Nicolas Dessum Didier Mollard | Csapat      | 414,7    | 6.       | 407,4    | 6.       | 822,1      | 6.         |

* - egy másik versenyzővel azonos eredményt ért el